# Kansas City Film Critics Circle Award/Bester Hauptdarsteller
Der Kansas City Film Critics Circle Award für den besten Hauptdarsteller ist ein jährlich verliehener Filmpreis des Kansas City Film Critics Circle.

## Preisträger

### 1960er
| Jahr | Sieger        | Film                            | Rolle          |
| ---- | ------------- | ------------------------------- | -------------- |
| 1966 | Michael Caine | Der Verführer läßt schön grüßen | Alfie Elkins   |
| 1967 | Paul Scofield | Ein Mann zu jeder Jahreszeit    | Thomas More    |
| 1967 | Rod Steiger   | In der Hitze der Nacht          | Bill Gillespie |
| 1968 | Alan Arkin    | Das Herz ist ein einsamer Jäger | John Singer    |
| 1969 | Alan Arkin    | Popi                            | Abraham        |

### 1970er
| Jahr | Sieger             | Film                             | Rolle                    |
| ---- | ------------------ | -------------------------------- | ------------------------ |
| 1970 | George C. Scott    | Patton – Rebell in Uniform       | George S. Patton         |
| 1971 | Gene Hackman       | Brennpunkt Brooklyn              | Jimmy „Popeye“ Doyle     |
| 1971 | Walter Matthau     | Opa kann’s nicht lassen          | Joseph P. Kotcher        |
| 1972 | Marlon Brando      | Der Pate                         | Vito Corleone            |
| 1972 | Stacey Keach       | Fat City                         | Tully                    |
| 1973 | George Segal       | Mann, bist du Klasse!            | Steven „Steve“ Blackburn |
| 1974 | Jack Nicholson     | Chinatown                        | Jake „J. J.“ Gittes      |
| 1975 | Al Pacino          | Hundstage                        | Sonny Wortzik            |
| 1976 | Sylvester Stallone | Rocky                            | Rocky Balboa             |
| 1977 | Richard Dreyfuss   | Der Untermieter                  | Elliot Garfield          |
| 1978 | Brad Davis         | 12 Uhr nachts – Midnight Express | Billy Hayes              |
| 1979 | Dustin Hoffman     | Kramer gegen Kramer              | Ted Kramer               |

### 1980er
| Jahr | Sieger            | Film                         | Rolle           |
| ---- | ----------------- | ---------------------------- | --------------- |
| 1980 | Robert Duvall     | Der große Santini            | Bull Meechum    |
| 1981 | Burt Lancaster    | Atlantic City, USA           | Lou Pascal      |
| 1982 | Ben Kingsley      | Gandhi                       | Mahatma Gandhi  |
| 1983 | Robert Duvall     | Comeback der Liebe           | Mac Sledge      |
| 1984 | F. Murray Abraham | Amadeus                      | Antonio Salieri |
| 1985 | Harrison Ford     | Der einzige Zeuge            | John Book       |
| 1986 | Bob Hoskins       | Mona Lisa                    | George          |
| 1987 | Michael Douglas   | Wall Street                  | Gordon Gekko    |
| 1988 | Dustin Hoffman    | Rain Man                     | Raymond Babbitt |
| 1989 | Morgan Freeman    | Miss Daisy und ihr Chauffeur | Hoke Colburn    |

### 1990er
| Jahr | Sieger             | Film                               | Rolle             |
| ---- | ------------------ | ---------------------------------- | ----------------- |
| 1990 | Jeremy Irons       | Die Affäre der Sunny von B.        | Claus von Bülow   |
| 1991 | Anthony Hopkins    | Das Schweigen der Lämmer           | Hannibal Lecter   |
| 1992 | Denzel Washington  | Malcolm X                          | Malcolm X         |
| 1993 | Anthony Hopkins    | Was vom Tage übrig blieb           | James Stevens     |
| 1994 | Tom Hanks          | Forrest Gump                       | Forrest Gump      |
| 1995 | James Earl Jones   | Cry, the Beloved Country           | Stephen Kumalo    |
| 1996 | Billy Bob Thornton | Sling Blade – Auf Messers Schneide | Karl Childers     |
| 1997 | Ian Holm           | Das süße Jenseits                  | Mitchell Stephens |
| 1998 | Ian McKellen       | Gods and Monsters                  | James Whale       |
| 1999 | Kevin Spacey       | American Beauty                    | Lester Burnham    |

### 2000er
| Jahr | Sieger                 | Film                            | Rolle                              |
| ---- | ---------------------- | ------------------------------- | ---------------------------------- |
| 2000 | Geoffrey Rush          | Quills – Macht der Besessenheit | Donatien Alphonse François de Sade |
| 2001 | Denzel Washington      | Training Day                    | Alonzo Harris                      |
| 2002 | Daniel Day-Lewis       | Gangs of New York               | William „Bill the Butcher“ Cutting |
| 2003 | Sean Penn              | Mystic River                    | Jimmy Markum                       |
| 2004 | Jamie Foxx             | Ray                             | Ray Charles                        |
| 2005 | Philip Seymour Hoffman | Capote                          | Truman Capote                      |
| 2006 | Forest Whitaker        | Der letzte König von Schottland | Idi Amin                           |
| 2007 | Daniel Day-Lewis       | There Will Be Blood             | Daniel Plainview                   |
| 2008 | Mickey Rourke          | The Wrestler                    | Randy Robinson                     |
| 2009 | George Clooney         | Up in the Air                   | Ryan Bingham                       |

### 2010er
| Jahr | Sieger            | Film                                                    | Rolle                    |
| ---- | ----------------- | ------------------------------------------------------- | ------------------------ |
| 2010 | Colin Firth       | The King’s Speech                                       | George VI.               |
| 2011 | George Clooney    | The Descendants – Familie und andere Angelegenheiten    | Matt King                |
| 2012 | Daniel Day-Lewis  | Lincoln                                                 | Abraham Lincoln          |
| 2013 | Chiwetel Ejiofor  | 12 Years a Slave                                        | Solomon Northrup         |
| 2014 | Michael Keaton    | Birdman oder Die unverhoffte Macht der Ahnungslosigkeit | Riggan Thomson / Birdman |
| 2015 | Leonardo DiCaprio | The Revenant – Der Rückkehrer                           | Hugh Glass               |